# Constantin Măndilă
Constantin Măndilă (ur. 14 lutego 1955) – rumuński zapaśnik walczący w stylu wolnym. Olimpijczyk z Montrealu 1976, gdzie odpadł w eliminacjach w kategorii do 52 kg.